# Le Cateau-Cambrésis
Le Cateau-Cambrésis là một xã trong vùng Hauts-de-France, thuộc tỉnh Nord, quận Cambrai, tổng Le Cateau-Cambrésis. Tọa độ địa lý của xã là 50° 06' vĩ độ bắc, 03° 32' kinh độ đông. Le Cateau-Cambrésis nằm trên độ cao trung bình là 96 mét trên mực nước biển, có điểm thấp nhất là 84 mét và điểm cao nhất là 157 mét. Xã có diện tích 27,24 km², dân số vào thời điểm 1999 là 7453 người; mật độ dân số là 274 người/km².

## Thông tin nhân khẩu
| 1962  | 1968  | 1975  | 1982  | 1990  | 1999  |
| ----- | ----- | ----- | ----- | ----- | ----- |
| 9.055 | 9.114 | 8.804 | 8.256 | 7.703 | 7.460 |

## Nhân vật nổi tiếng
- Édouard Adolphe Mortier, công tước của Treviso, thống chế của Pháp
- Henri Matisse, họa sĩ
- Pierre Nord, nhà văn
- Raymond Poïvet, nhà vẽ tranh cho truyện comic

## Địa điểm tham quan
- Tòa đô chính với tháp chuông
- Nhà thờ Saint-Martin
- Tường thành
- Lò nấu bia cũ